# Cospeito
Cospeito es un municipio español de la provincia de Lugo, en la comunidad autónoma de Galicia, con capital en la villa de Feria del Monte, en la parroquia de Sistallo. Cuenta con una población de 4213 habitantes (INE 2024).

## Símbolos
El escudo heráldico que representa al municipio fue aprobado oficialmente el 16 de junio de 1995. El blasón del escudo es el siguiente:

«De oro y sobre ondas de azur y plata, una cruz floronada de gules, cargada de cinco veneras de plata; mantelado de gules con dos torres de oro. Al timbre, corona real cerrada.»
Diario Oficial de Galicia nº 126 de 3 de julio de 1995

La descripción heráldica de la bandera, aprobada el 24 de marzo de 2011, es la siguiente:

«Paño de verde con dos torres aclaradas de rojo; en la parte inferior, cuatro ondas de blanco y azul.»
Diario Oficial de Galicia nº 72 de 12 de abril de 2011

## Geografía

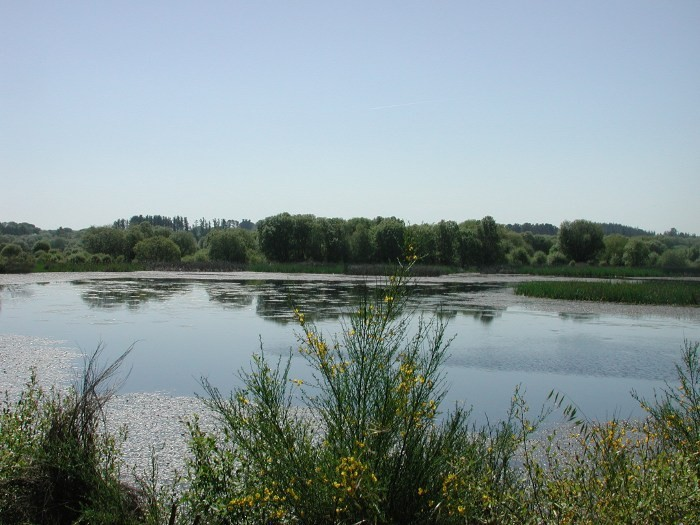
Laguna de Cospeito

Cospeito está enclavado en la comarca de la Tierra Llana, a 28 km de distancia de la capital provincial. Su relieve es principalmente llano, pero con ligeras ondulaciones.
El río Miño y sus afluentes Támoga y Abadín atraviesan el municipio por su límite sur y este. Además, destaca la laguna de Cospeito, humedal con presencia de patos, garzas y otras especies, de interés para los aficionados a la ornitología y amantes de la naturaleza que se encuentra englobada dentro de la Reserva de la Biosfera Tierras del Miño.

## Límites
| Noroeste: Villalba        | Norte: Villalba, Abadín y Pastoriza | Noreste: Pastoriza     |
| Oeste: Begonte y Villalba |                                     | Este: Castro de Rey    |
| Suroeste: Begonte         | Sur: Otero de Rey                   | Sureste: Castro de Rey |

## Geografía humana

### Organización territorial
El municipio está formado por doscientas treinta y siete entidades de población distribuidas en veinte parroquias:
- Arcillá (San Paio)
- Beján[11]
- Bestar (Santa María)
- Cospeito (Santa María)
- Goá (San Xurxo)
- Lamas (San Martiño)
- Momán (San Pedro)
- Muimenta (Santa Mariña)
- Pino (San Martiño)
- Rioaveso (Santa Eulalia)[8][12]
- Roás (San Miguel)
- Santa Cristina (San Xulián)[8][12]
- Seixas (San Pedro)
- Sisoy (Santa Eulalia)[12]
- Sistallo (San Xoán)
- Támoga (San Xulián)[8]
- Vilar (Santa María)
- Villapene[11] (Santa María)[8]
- Xermar (Santa María)
- Xustás (Santiago)

### Demografía
Cuenta con una población de 4213 habitantes (INE 2024).
| Gráfica de evolución demográfica de Cospeito entre 1842 y 2021                                                        |
| |
| Población de derecho según los censos de población del INE. Población de hecho según los censos de población del INE. |

## Patrimonio
Además en el lugar de Arneiro se encuentran las Torres de Arneiro, antenas instaladas por el ejército alemán en Galicia poco antes del inicio de la Segunda Guerra Mundial para control del océano Atlántico. Si bien los ejércitos aliados conocían la existencia y ubicación de las torres, no las destruyeron debido a que también hacían uso de las mismas.
Después de la guerra siguieron siendo de uso militar hasta el año 1962. A partir de este año pasaron a manos de la Autoridad de Aviación Civil hasta el año 1971, cuando fueron abandonadas.
Actualmente estas antenas ya no existen porque no pudieron soportar el paso del ciclón extratropical Klaus (2009).

## Administración
| Periodo   | Nombre                   | Partido        |
| --------- | ------------------------ | -------------- |
| 1979-1983 | Manuel Cabana Fernández  | Independientes |
| 1983-1987 | Manuel Cabana Fernández  | CP             |
| 1987-1991 | Manuel Cabana Fernández  | AP             |
| 1991-1995 | Armando Castosa Alvariño | PPdeG          |
| 1995-1999 | Armando Castosa Alvariño | PPdeG          |
| 1999-2003 | Armando Castosa Alvariño | PPdeG          |
| 2003-2007 | Armando Castosa Alvariño | PPdeG          |
| 2007-2011 | Armando Castosa Alvariño | PPdeG          |
| 2011-2015 | Armando Castosa Alvariño | PPdeG          |
| 2015-2019 | Armando Castosa Alvariño | PPdeG          |
| 2019-2023 | Armando Castosa Alvariño | PPdeG          |
| 2023-act. | Armando Castosa Alvariño | PPdeG          |

## Fiestas
En la parroquia de Muimenta se celebra el 1 de mayo la fiesta de la filloa de Muimenta, declarada de interés turístico por la Junta de Galicia.